# コールド・ウォー・キッズ
コールド・ウォー・キッズ (Cold War Kids) はアメリカ、カリフォルニア州出身の4人組インディー・ロック・バンド。2004年結成。
2006年10月に1stアルバム『Robbers & Cowards』をUSでリリース。ローリング・ストーン誌でも4つ星を獲得する。その後、UKでもたちまち人気となった。同アルバムは日本でも2007年2月21日にリリースされ日本デビューを果たした。

## メンバー
- Nathan Willett - guitar, lead vox
- Jonnie Russell - guitar, vox
- Matt Maust - bass
- Matt Aveiro - drums

## ディスコグラフィー

### アルバム
- ロバーズ・アンド・カワーズ - Robbers & Cowards （2006年） 全米173位、全英35位
- ロイヤルティ・トゥ・ロイヤルティ - Loyalty to Loyalty （2008年） 全米21位、全英68位

### EP
- Behave Yourself （2010年）